# Teleopsis onopyxus
Teleopsis onopyxus är en tvåvingeart som beskrevs av Seguy 1949. Teleopsis onopyxus ingår i släktet Teleopsis och familjen Diopsidae.
Artens utbredningsområde är Madagaskar. Inga underarter finns listade i Catalogue of Life.